# آنتسوآتانی
آنتسوآتانی (به لاتین: Antsoatany) یک منطقهٔ مسکونی در ماداگاسکار است که در ناحیه آنتسیرابه دو واقع شده‌است. آنتسوآتانی ۱۰٬۰۰۰ نفر جمعیت دارد و ۱٬۶۶۷ متر بالاتر از سطح دریا واقع شده‌است.